# Jacques Hoyaux
Jacques Hoyaux (Ukkel, 16 juni 1930 – Watermaal-Bosvoorde, 11 februari 2013) was een Belgisch politicus en minister voor de PS.

## Levensloop
Hoyaux behaalde in 1954 het diploma van doctor in de rechten aan de Université Libre de Bruxelles. Hij was van 1957 tot 1960 secretaris van de Belgische Federatie voor Stedenbouw en Huisvesting en werd vervolgens professor aan de Université du Travail Paul Pastur en aan het Provinciaal Instituut voor Toegepaste Wetenschappen (IPSSA) in Charleroi.
Als adolescent werd Hoyaux een overtuigd militant van de Waalse Beweging. Tijdens zijn humaniora aan het Atheneum van Ukkel richtte hij een Waalse studiekring op, waarvan hij tussen 1945 en 1948 respectievelijk schatbewaarder en voorzitter was. Als universiteitsstudent werd hij in 1953 de voorzitter van de Waalsgezinde studentenkring Cercle des Étudiants wallons. Daarnaast was Hoyaux vanaf 1952 actief in de rangen van de socialistische PSB. Hij werd in 1963 voorzitter van de partijafdeling in Lambusart, een functie die hij twintig jaar lang zou uitoefenen. In 1960 trad hij toe tot de Mouvement populaire wallon van André Renard en was er actief binnen de afdeling in Charleroi-stad. In die periode was hij ook lid van het directorium van de beweging Wallonie libre en de Vaste Delegatie van Vier Waalse Bewegingen. Binnen de PSB en daarna de PS, alsook binnen de vakbonden CGSP en FGTB waarvoor hij militeerde, ijverde hij voor een reële culturele autonomie voor Wallonië en de erkenning van een Waalse gemeenschap en zijn Franstalige integriteit binnen een federalistisch kader met een Vlaams, Waals en Brussels deelgebied.
Hoyaux werd in 1969 op voorspraak van partijgenoot en toenmalig minister van Binnenlandse Zaken Lucien Harmegnies lid van de Vaste Commissie voor Taaltoezicht en van 1969 tot 1974 was hij voorzitter van de Franstalige afdeling van deze instantie. Van 1972 tot 1973 werkte hij als adviseur op het kabinet van Lucien Harmegnies, die inmiddels minister van Ontwikkelingssamenwerking was geworden, en daarna was hij van 1973 tot 1974 als opdrachthouder verbonden aan het kabinet van de Henegouwse gedeputeerde Richard Carlier. 
Van 1974 tot 1985 zetelde Hoyaux in de Belgische Senaat: van 1974 tot 1977 als provinciaal senator voor Henegouwen en van 1977 tot 1985 als rechtstreeks gekozen senator voor het arrondissement Charleroi-Thuin. Door de toen bestaande dubbelmandaten zetelde hij in die periode eveneens in de Cultuurraad voor de Franse Cultuurgemeenschap (1974-1980), de voorlopige Waalse Gewestraad (1974-1977) en de Waalse Gewestraad en de Raad van de Franse Gemeenschap (1980-1985). Vanaf het begin van zijn parlementaire mandaat ijverde hij voor de inwerkingtreding van artikel 107quater in de Grondwet, dat de werking en de bevoegdheden van de in 1970 opgerichte Vlaamse, Waalse en Brusselse Gewesten moest regelen. In 1976 werd, onder meer onder impuls van Hoyaux, op een congres van Waalse socialisten beslist om de definitieve gewestvorming te onderschrijven. Toen de socialisten in juni 1977 na drie jaar oppositie opnieuw in de regering kwamen, werd hiervan dan ook werk gemaakt.
Van juni 1977 tot april 1979 was Hoyaux staatssecretaris voor Institutionele Hervormingen en lid van het ministerieel comite voor Waalse aangelegenheden in de Regering-Tindemans IV en de Regering-Vanden Boeynants II. Hierdoor was hij nauw betrokken bij de onderhandelingen over het Egmontpact, dat België wilde omvormen tot een federale staat en onder andere de definitieve gewestvorming bevatte. De regeling rond de faciliteitengemeenten in de Vlaamse Rand leidde echter tot hevige tegenstand aan Vlaamse zijde, wat uiteindelijk in 1978 het Egmontpact deed kelderen. Vervolgens was hij van april 1979 tot mei 1980 de Franstalige minister van Nationale Opvoeding en lid van de Executieve van de Franse Gemeenschap in de regeringen-Martens I en II. In deze functie veroorzaakte hij een schandaal door de weigering om een Vlaamse school te financieren in de Henegouwse faciliteitengemeente Komen. 
Na de goedkeuring van de tweede staatshervorming in augustus 1980 en de definitieve totstandkoming van de gewesten was Hoyaux van november 1980 tot januari 1983 ondervoorzitter van de pas geïnstalleerde Waalse Gewestraad. Vervolgens was hij van 1983 tot 1986 afgevaardigde van de Franse Gemeenschap bij het Agentschap voor Culturele en Technische Samenwerking (ACCT) in Parijs, een intergouvernementele organisatie ter bevordering van de Franse taal en cultuur. Daarnaast was hij tien jaar lang, van 1975 tot 1985, voorzitter van het Waalsgezinde onderzoeksinstituut Institut Jules Destrée, dat hij richting Fransgezindheid oriënteerde en een vaste professionele structuur gaf. 
Bij de verkiezingen van november 1985 stelde Hoyaux zich niet meer kandidaat. In 1986 vestigde hij zich vervolgens in Frankrijk, van waaruit hij de politieke en sociaal-economische ontwikkelingen in België verder opvolgde. 